# 中央アフリカ人民解放運動
中央アフリカ人民解放運動（ちゅうおうアフリカじんみんかいほううんどう、フランス語: Mouvement pour la Libération du Peuple Centrafricain、英語: Movement for the Liberation of the Central African People、略称：MLPC）は、中央アフリカ共和国の政党。1979年アンジュ・フェリクス・パタセ元首相を中心に反政府運動としてパリで結成。ダヴィド・ダッコ大統領の辞任と「国民統一臨時政権」の樹立を主張した。